# کبوس (دهانه)
کبوس یک دهانه برخوردی در ماه‌ است.

## دهانه‌های اقماری
این دهانه ۲ دهانه اقماری دارد.
| Cabeus | عرض جغرافیایی | طول جغرافیایی | قطر          |
| ------ | ------------- | ------------- | ------------ |
| A      | ۸۲.۲° S       | ۳۹.۱° W       | ۴۸.۰ کیلومتر |
| B      | ۸۲.۴° S       | ۵۳.۰° W       | ۶۱.۰ کیلومتر |